# Япринцев Віктор Захарович
Віктор Захарович Япринцев (рос. Виктор Захарович Япрынцев; 15 січня 1955, с. Новокуровка, Хворостянський р-н, Куйбишевська область, РРФРСР — 30 травня 2022, Самара) — радянський футболіст та російський арбітр, виступав на позиції нападника.

## Життєпис
У шкільні роки грав у збірній Хворостянське району під керівництвом Анатолія Востродимова, який грав свого часу у владивостоцькому «Промені».
Здобув вищу освіту на історико-філологічному факультеті Куйбишевського педінституту.
У 1974 році грав у дублі «Крил Рад». У 1975-1978 роках виступав за тольяттінське «Торпедо». 7 травня 1978 року вперше виступив за основний склад «Крил Рад», але зіграв усього 22 матчі, оскільки 21 жовтня в товариському матчі зі збірною Росії отримав важку травму. Далі були три операції в ЦІТО у хірурга Зої Сергіївни Миронової. Про кар'єру футболіста йому довелося забути.
1979 й рік Япринцев провів у команді, але відновитися після травми так і не зміг. З 1980 року почав працювати дитячим тренером на стадіоні «Крила Рад», а в 1985 році вперше вийшов на поле як суддя.
- 1985-1987 роки працював у ДЮСШ-9, потім у Куйбишевському «Нафтовику».
- З 1989 судив матчі Першої ліги.
- У 1988-1990 роки допомагав Володимиру Дранчу в організації турнірів «Зимовий м'яч Автоград», потім у дитячому клубі «Самарець», який три рази ставав чемпіоном Дитячої футбольної ліги (ДФО).
- У 1996-1998 роки судив матчі Вищої ліги.
- З 2001 працював директором дитячого клубу «Зоря-Самара».
- У 2011-2014 роках (з невеликими перервами) головний тренер футбольного клубу «Терра» (Самара).